# Cámara Federal de Apelaciones de La Plata

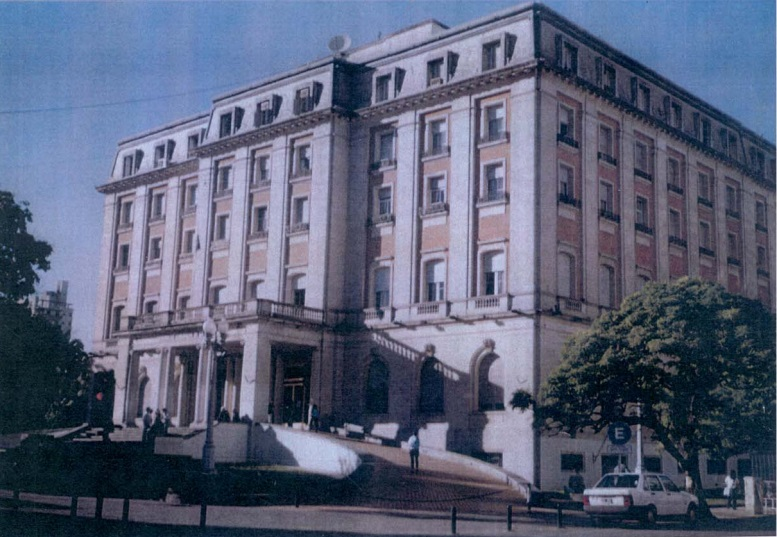
Edificio de los tribunales federales de La Plata, sede de la Cámara Federal de Apelaciones de La Plata.

La Cámara Federal de Apelaciones de La Plata (CFALP) es el órgano jurisdiccional de máxima instancia de grado de la Justicia Federal de La Plata. 
Esta Cámara de Apelaciones fue creada por la Ley 4055, sancionada el 11 de enero de 1902. El primer acuerdo del Tribunal se llevó a cabo el día 22 de febrero de ese mismo año, con la integración de los jueces Joaquín Carrillo, Pedro T. Sánchez y Daniel Goytia .
En la actualidad está integrada por nueve Jueces de Cámara y dividida en tres Salas .

## Competencia de grado
Es el tribunal de alzada de los Juzgados Federales de La Plata, Lomas de Zamora, Junín y Quilmes 

## Competencia por la materia
La Cámara Federal de Apelaciones de La Plata es de competencia múltiple: entiende en todas las materias de competencia federal, salvo en las cuestiones electorales.

## Competencia territorial
Actualmente ejerce su jurisdicción sobre los siguientes partidos de la provincia de Buenos Aires: La Plata, Berisso, Coronel Brandsen, Ensenada, Ranchos (General Paz), Magdalena, Monte, Punta Indio, Lomas de Zamora, General Las Heras, Monte Grande (Esteban Echeverría), Ezeiza, Adrogué (Almirante Brown), Lobos, Guernica (Presidente Perón), San Vicente, Cañuelas, Lanús, Junín, Chacabuco, Rojas, General Arenales, Leandro N. Alem, Lincoln, General Viamonte, General Pinto, Florentino Ameghino, General Villegas, Carlos Tejedor, Carlos Casares, Pehuajó, Trenque Lauquen, Pellegrini, Rivadavia, Hipólito Irigoyen, Salliqueló, Tres Lomas, Quilmes, Berazategui, Florencio Varela y Avellaneda.

## Integrantes
Los magistrados que integran la Cámara Federal de Apelaciones de La Plata en la actualidad son:
Presidente: Roberto Agustín Lemos Arias
Vicepresidente: Jorge Eduardo Di Lorenzo 
Vocal: Carlos Alberto Vallefín
Vocal: César Álvarez